# Stéphane Dion
Pour les articles homonymes, voir Dion.
Stéphane Dion, né le 28 septembre 1955 à Québec, est un professeur de sciences politiques, homme politique et diplomate canadien.
Il siège à la Chambre des communes du Canada pendant plus de 20 ans, représentant la circonscription québécoise de Saint-Laurent—Cartierville de 1996 à 2015, puis celle de Saint-Laurent de 2015 à 2017. Il est également chef du Parti libéral du Canada et chef de l'opposition du 2 décembre 2006 au 8 décembre 2008, date où il est remplacé par Michael Ignatieff.
Il est ministre des Affaires intergouvernementales pendant la plus grande partie du gouvernement de Jean Chrétien (1996-2003), ministre de l'Environnement sous Paul Martin (2004-2006) et ministre des Affaires étrangères durant la première année du gouvernement de Justin Trudeau (2015-2017).
En 2017, il devient ambassadeur du Canada en Allemagne et auprès de l'Union européenne (UE). En 2022, il est nommé ambassadeur du Canada en France, conservant en parallèle sa fonction représentative comme envoyé spécial auprès de l'UE.

## Biographie

### Jeunesse
Deuxième d'une fratrie de cinq enfants de l'universitaire Léon Dion, fédéraliste[réf. nécessaire] et personnalité respectée dans le milieu universitaire québécois, et de Denyse Kormann, une Française originaire de Paris, Stéphane est élevé dans une modeste maison sur le boulevard Liégeois, dans la ville de Québec. Adolescent, il flirte avec le mouvement souverainiste, faisant campagne pour le Parti québécois. Il décrit l'expérience comme suit :

« C'est là qu'était le party, explique-t-il. Je voulais défier mon père… la façon de s'affirmer comme adulte, parfois, est de contredire son père. J'amenais chaque soir un nouvel argument que j'avais recueilli sur le réseau des séparatistes et mon père les démolissait tous… Mon père me reprenait calmement, respectueusement, sans m'insulter. »

Dion raconte que son flirt avec le mouvement souverainiste a pris fin pendant une discussion de cinq heures avec un couple de fédéralistes, alors qu'il faisait du porte-à-porte pour le PQ. La journaliste Linda Diebel croit que son flirt s'est éteint graduellement alors qu'il achevait ses études universitaires et qu'il a amorcé sa carrière académique en administration publique.
Dans un article de The Gazette, son épouse a révélé que son tempérament et sa vision des choses a été très influencée par son séjour de quatre ans en France. De retour au Canada, Dion est en 1984 chargé de cours à l'Université de Moncton.
Par ailleurs, Dion est issu d'une famille très séculière qui ne participait jamais aux célébrations religieuses à l'époque où presque tous les Canadiens français allaient à la messe, assistant à l'émergence de la laïcité au Québec. Toutefois, il se déclare catholique tout comme Wilfrid Laurier, Pierre Elliott Trudeau, John Turner, Jean Chrétien et Paul Martin, faisant référence à la répartition traditionnelle au Canada des libéraux et conservateurs entre catholiques et protestants.

### Carrière universitaire
Après avoir obtenu un baccalauréat et une maîtrise en science politique de l'Université Laval en 1977 et 1979 respectivement, ainsi qu'un doctorat en sociologie de l'Institut d'études politiques de Paris, Stéphane Dion enseigne les sciences politiques à l'Université de Moncton en 1984 et à l'Université de Montréal de 1984 à janvier 1996. Il est un spécialiste de l'étude de l'administration publique et de l'analyse et de la théorie de l'organisation.
Pendant la même période, Dion est aussi professeur invité au Laboratoire d'économie publique de Paris, chargé d'études principal au Brookings Institution de Washington, D.C., codirecteur de la Revue canadienne de science politique et chargé d'études au Centre canadien de gestion. Entre 1987 et 1995, il publie un certain nombre de livres et d'articles traitant de science politique et d'administration et de gestion publique.

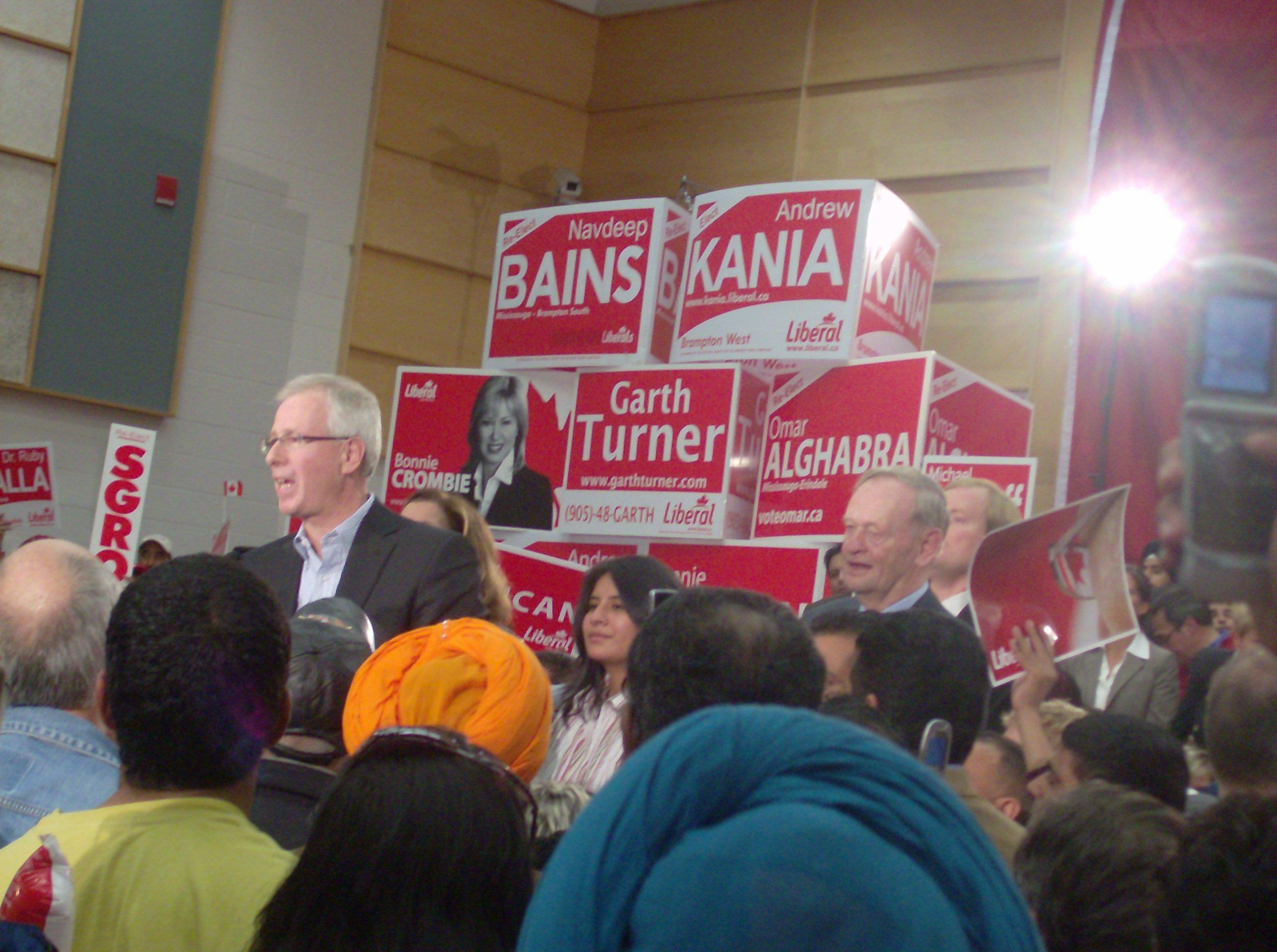
Stéphane Dion et Jean Chrétien.

Ce qui amène Dion à prendre position comme défenseur du fédéralisme, c'est l'échec de l'accord du lac Meech en 1990[réf. nécessaire]. C'est à cette période que le mouvement souverainiste commence à affirmer que le fédéralisme n'est pas efficace pour les Québécois et qu'il est la cause de duplications et de chevauchements entre les deux niveaux de gouvernement. En tant qu'expert en administration publique, Dion s'impose comme une figure de proue en essayant de réfuter publiquement les arguments des souverainistes[réf. nécessaire]. Ses apparitions à l'émission Le Point, à la télévision de Radio-Canada, sont remarquées par Aline Chrétien, qui, dans les jours qui suivent la courte victoire au référendum, suggère à son mari, le premier ministre Jean Chrétien, de recruter Dion.

### Carrière au gouvernement fédéral
Dion est député du Parti libéral du Canada à la Chambre des communes, représentant la circonscription électorale de Saint-Laurent—Cartierville de 1996 à 2015. D'abord élu à la Chambre des communes lors d'une élection partielle en 1996 en même temps que Pierre Pettigrew, Stéphane Dion est réélu en 1997, 2000, 2004, 2006, 2008 et 2011. Après l'abolition de la circonscription, il est réélu dans la nouvelle circonscription de Saint-Laurent en 2015.
En 1996, son assermentation à titre de président du Conseil privé et ministre des affaires intergouvernementales entraîne, de facto son entrée au Conseil privé de la Reine pour le Canada (ce qui lui permet d'apposer les lettres C.P. à son nom) et donc l'ajout du terme « honorable ».
Comme ministre des Affaires intergouvernementales dans le cabinet de Jean Chrétien, il est considéré comme un fédéraliste pur et dur en raison de son rôle dans l'élaboration du « plan B » et la Loi sur la clarté référendaire, qui stipule dans quelles circonstances le Québec pourrait se séparer du reste du Canada. Il a un rôle significatif dans les événements menant au renvoi relatif à la sécession du Québec, rendu le 20 août 1998 par la Cour suprême du Canada, et sur la Loi sur la clarté du 15 mars 2000. Dans le même souffle, il contribue à légitimer à Ottawa le mouvement dit partitionniste. En décembre 2000, l'Assemblée nationale du Québec, par l'entremise de Joseph Facal, ministre péquiste, adopte la loi 99, réplique au gouvernement fédéral et réaffirme, encore, l'existence juridique du Québec et son droit à l'autodétermination. En plus de réitérer la règle du 50 % + 1, la loi revendique l'intégrité territoriale du Québec et reconnaît les droits de la minorité anglophone et des Autochtones de son territoire. Au mois d'avril 2018, après plusieurs années d'invectives juridiques venues du Canada anglais, la Cour supérieure du Québec confirme la validité constitutionnelle de la loi 99 sur l'autodétermination, qui accorde aux Québécois le droit de décider seuls s'ils veulent se séparer du Canada.
Après l'élection de Paul Martin comme chef du Parti libéral du Canada, Dion est écarté du cabinet, surtout à cause de son association avec le chef sortant Jean Chrétien. En effet, Dion est impopulaire auprès de certaines factions[Qui ?] du Parti libéral au Québec, et la rumeur veut[Qui ?] que Paul Martin refusera de signer son formulaire de nomination pour l'élection de 2004. Ce n'est cependant pas le cas et, au lendemain du scandale des commandites et de la piètre performance de Jean Lapierre comme lieutenant du Québec, Martin rappelle Dion pour qu'il donne un coup de main à la campagne libérale au Québec. Bien que les libéraux perdent du terrain dans la province dans son ensemble, les efforts de Dion sont reconnus lorsque plusieurs comtés sont gagnés de justesse contre le Bloc québécois. En conséquence, il est ramené sur les banquettes du parlement canadien avant le 20 juillet 2004, avec sa nomination comme ministre de l'Environnement.
Lors du retour des libéraux au pouvoir, en octobre 2015, Justin Trudeau le nomme au poste de ministre des Affaires étrangères.
Le 10 janvier 2017, lors d'un remaniement ministériel, il perd son poste de ministre et annonce peu après qu'il démissionne de son siège de député de Saint-Laurent pour devenir ambassadeur du Canada en Allemagne et chargé des relations avec l'Union européenne (UE). En 2022, il devient ambassadeur en France, conservant en parallèle ses fonctions auprès de l'UE.

### Chef du Parti libéral du Canada

#### Ascension

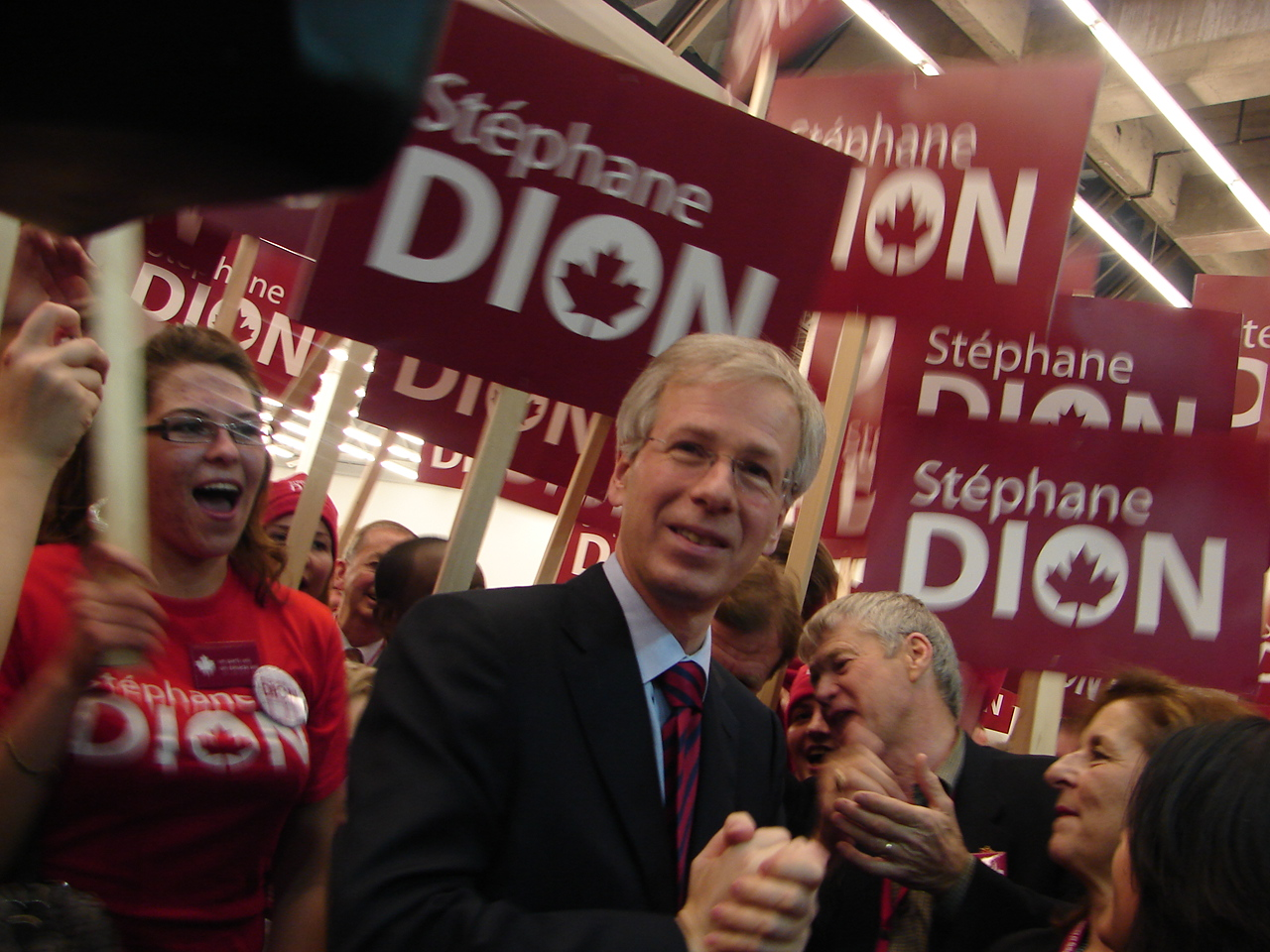
Stéphane Dion lors du Congrès d'investiture du Parti libéral du Canada de 2006.

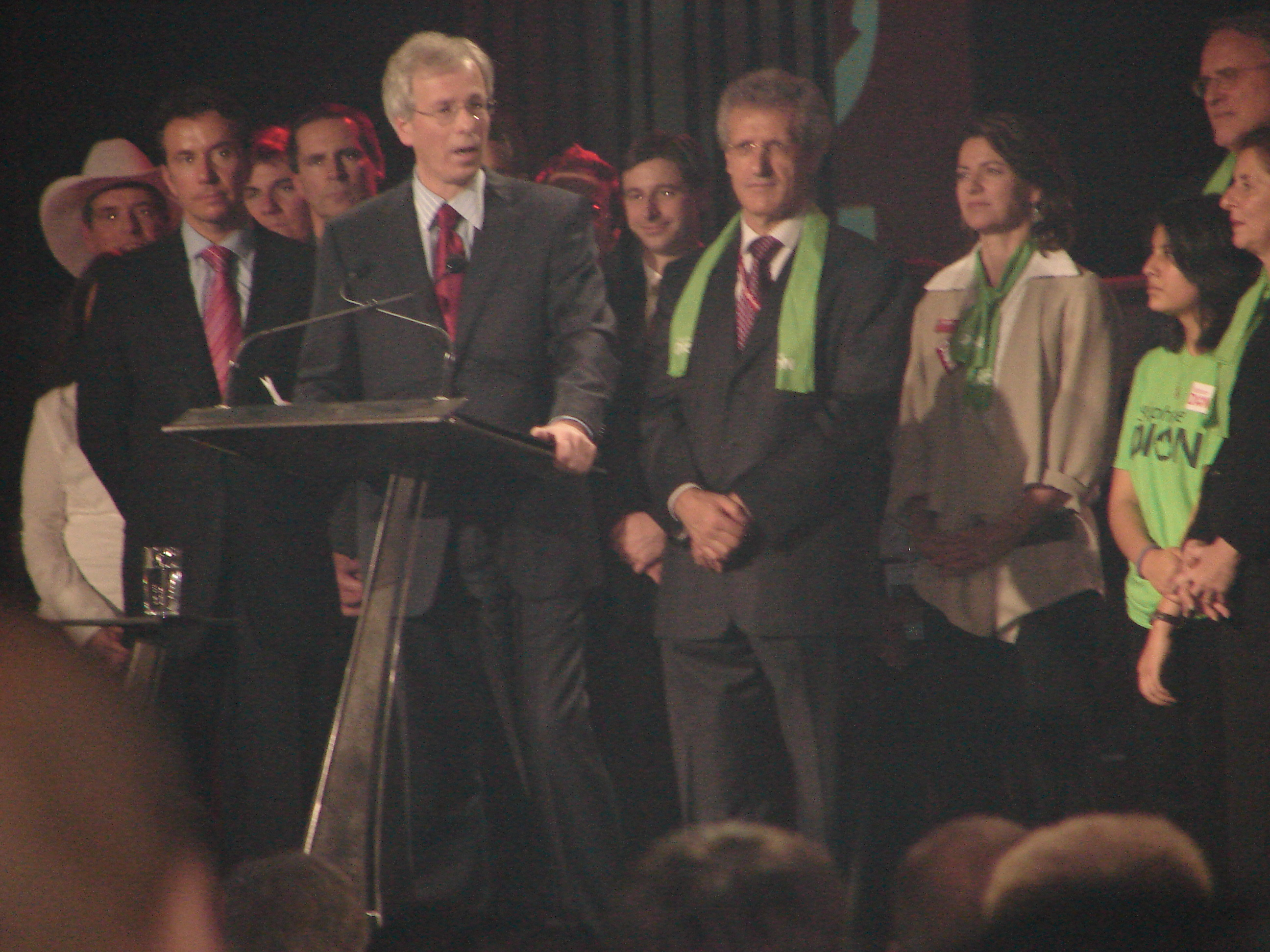
Dion, lors de son discours d'acceptation. On retrouve derrière lui Scott Brison, Joe Volpe, Martha Hall Findlay, et Ken Dryden.

Avec la défaite des libéraux à l'élection du 23 janvier 2006, la candidature de Stéphane Dion est suggérée pour le leadership du Parti libéral. Le 22 février 2006, il est nommé critique de l'opposition officielle du ministre des Affaires étrangères. En sa qualité de critique, il plaide en faveur de la mission en Afghanistan, qui a été lancée par les libéraux. Il avait proposé un peu plus tôt la tenue d’un débat parlementaire sur la question, mais se prononce finalement contre l'idée.
Il annonce sa candidature le 7 avril au Palais des congrès de Montréal, le jour du lancement officiel de la course et de l'annonce par Michael Ignatieff. La campagne au leadership de Stéphane Dion se base sur l'approche de trois piliers : la justice sociale, la prospérité économique et la durabilité environnementale. Une combinaison qui devrait amener, selon Dion, le Canada de plain-pied dans le XXIe siècle. Il déclare que sa campagne se concentrera sur le développement durable de l'économie et sur la formation d’une main-d'œuvre canadienne « hyperinstruite » afin de concurrencer la Chine. À ce moment, Dion reçoit l'appui de trois factions du parti, avec Don Boudria, ancien ministre sous Jean Chrétien, Mark Marissen (en), ancien directeur de campagne de Paul Martin pour la Colombie-Britannique et Herb Metcalfe, l'ancien directeur de campagne de John Manley qui acceptent tous de se joindre à sa campagne.
Stéphane Dion, John Godfrey (qui s'est retiré de la course) et Michael Ignatieff reçoivent de la presse le surnom des « trois universitaires » puisqu'ils ont tous trois été des professeurs d'université avant d'entamer une carrière politique.
Le 2 décembre, il est élu au quatrième tour devant Michael Ignatieff avec 54,7 % des votes des délégués. Sa victoire est largement due à l'appui qu'il a reçu de la part du clan de Gerard Kennedy.

#### Controverse sur sa double citoyenneté
Peu après le choix de Dion comme chef du Parti libéral, certains commentateurs conservateurs, ainsi que plusieurs personnalités du Nouveau Parti démocratique (dont le chef, Jack Layton, et Pat Martin) soulignent que sa double citoyenneté peut provoquer un possible conflit d'intérêts ; Gilles Duceppe, du Bloc québécois, balaie quant à lui l'affaire du revers de la main. Pourtant, des critiques signalent vite que Dion est loin d'être le seul homme politique ayant une double citoyenneté : certains membres du cabinet conservateur comme Tony Clement et que des membres du caucus conservateur comme Myron Thompson tout comme des membres du caucus NPD comme Libby Davies et Olivia Chow ont des doubles citoyennetés. Interrogé au sujet de sa citoyenneté, Dion répond que « on devrait voir de multiples identités comme un atout, pas une menace. De multiples identités ne posent aucun problème. Les cœurs des gens sont aussi grands pour accepter de différentes identités. ». Il maintient néanmoins que sa loyauté est à « 100 % pour le Canada d'abord ».
Le 7 décembre 2006, lors d'une interview sur l'émission The National du CBC, Dion note que le premier ministre John Turner avait la double citoyenneté. Poursuivant son argumentation, Dion demande pourquoi cette question serait pertinente maintenant alors que l'on ne s'en est guère parlé dans les années 1980. Il promet pourtant que si « c'est un problème pour un nombre significatif de Canadiens et si c'est un handicap qui pourrait garder M. Harper au pouvoir et qui nous empêche de [nous rassembler] plus qu'aucun autre pays au monde : prospérité économique, la justice sociale, la durabilité écologique, alors je ferai cette triste chose, renoncer la citoyenneté française que j'ai reçue de ma mère »,.
Stéphane Dion, ses trois frères et sa sœur sont citoyens français aussi bien que canadiens, grâce à leur mère, une Française née à Paris. Cependant, Dion n'a pas de passeport français et n'a jamais voté dans une élection française.
Le 18 décembre, Stéphane Dion nomme son rival Michael Ignatieff chef adjoint du Parti libéral. Il entend également donner un rôle d'importance à Bob Rae dans la préparation de la plate-forme électorale du parti, et à Gerard Kennedy. Il cherche ainsi à faire une démonstration de l'unité du parti.

#### Fin de mandat
À l'élection du 14 octobre 2008, le Parti libéral du Canada fait élire 76 députés, l'un des nombres les plus faibles depuis la création du parti. Devant ces résultats, l'ensemble des analystes des médias canadiens annoncent que Stéphane Dion devrait quitter son poste de chef du Parti libéral,.

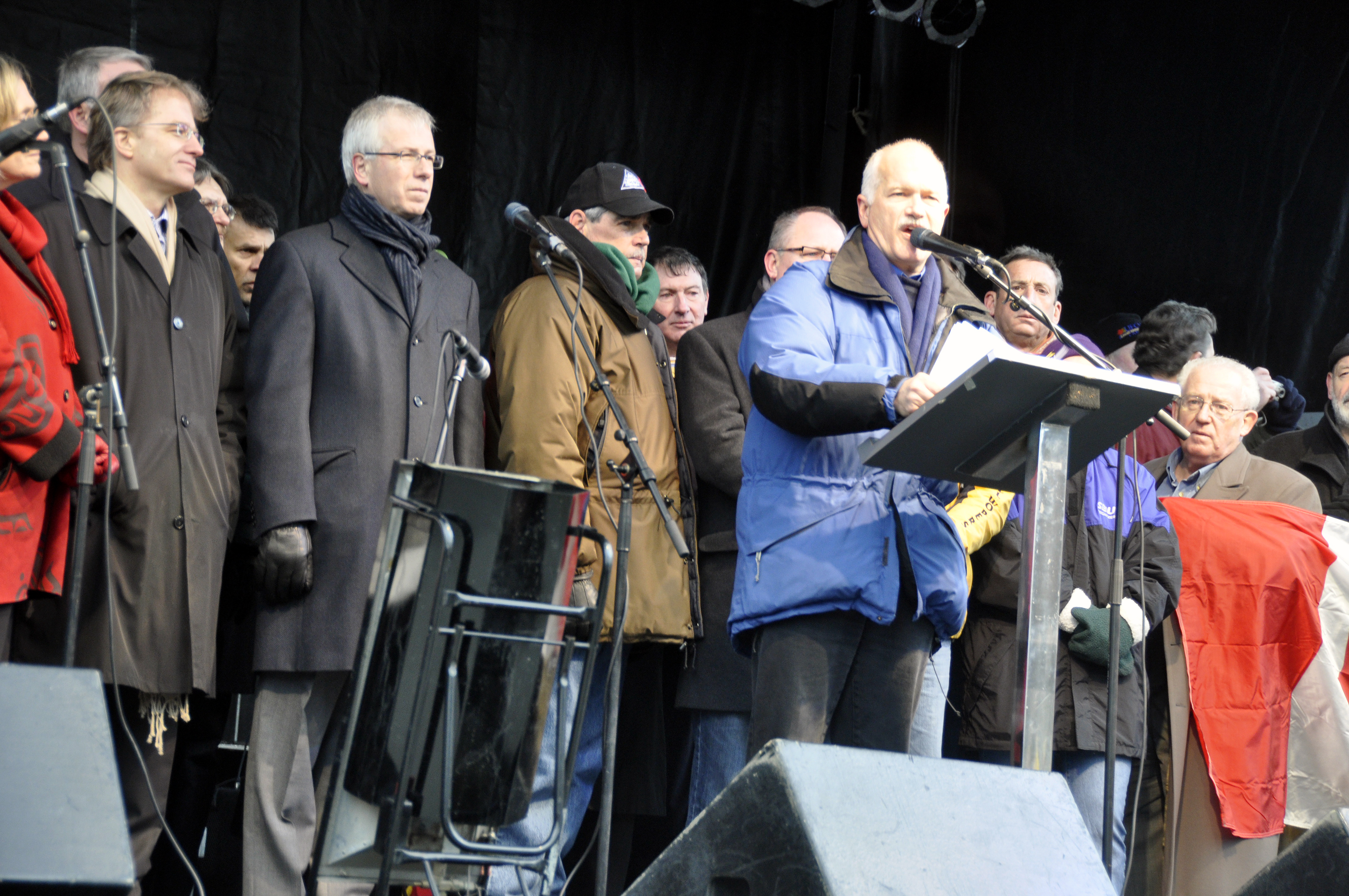
Stéphane Dion et Jack Layton, du Nouveau Parti démocratique.

Après une semaine de réflexions, Stéphane Dion annonce, le 20 octobre 2008, qu'il quittera la direction du parti après l'élection d'un nouveau chef. Après un temps de réflexion, il annonce, le 23 octobre 2008, qu'il devient chef par intérim du parti jusqu'à ce qu'un nouveau chef soit élu,. Il est annoncé que la course à la direction du Parti Libéral se conclura en mai 2009, mais cette course n'a jamais lieu[réf. souhaitée].
En décembre, le Parlement canadien est prorogé par les conservateurs à la faveur d'une alliance des partis de l'opposition et d'une menace de prise de pouvoir d'une coalition de ces derniers face au gouvernement conservateur. Le Parti libéral décide de désigner très rapidement un chef et couronne, après une forte lutte contre Bob Rae, Michael Ignatieff. Ce dernier sera officiellement désigné en mai 2009.

### Militantisme

#### Les lettres ouvertes
À titre de ministre des Affaires intergouvernementales dans le gouvernement de Jean Chrétien, Dion est chargé de répondre aux arguments des souverainistes du Québec beaucoup plus vigoureusement que ce qui a été le cas dans la période pré-référendaire. À la suite de la lettre ouverte de Lucien Bouchard au ministre du Nouveau-Brunswick Frank McKenna en 1997 défendant la légalité d'une sécession unilatérale, Dion écrit la première de trois lettres ouvertes aux chefs souverainistes.
Dans la première lettre ouverte, Dion remet en question trois affirmations faites par Bouchard : une déclaration unilatérale d'indépendance est soutenue par le droit international ; une majorité de « 50 % plus un » est un seuil suffisant pour la sécession ; et le droit international protège l'intégrité territoriale du Québec suivant une sécession. En réponse à la première affirmation, Dion rétorque que la grande majorité d'experts en matière de droit international « sont d’avis que le droit de déclarer unilatéralement la sécession n'est pas donné aux entités constituantes d'un pays démocratique comme le Canada. » En ce qui a trait à l'argument de la majorité simple, Dion croit que les changements dramatiques à la vie des Québécois, résultant de la sécession, ferait en sorte qu’une majorité simple s’estomperait rapidement, dès les premières difficultés et s’avérerait insuffisante pour assurer la légitimité politique du projet souverainiste. Pour ce qui est de l'intégrité territoriale du Québec, Dion rétorque que « il n'y a ni un paragraphe ni une ligne dans le droit international qui protège le territoire du Québec mais pas celui du Canada. Les précédents sur la scène internationale démontrent que les frontières d'entités à la poursuite de l'indépendance peuvent être mises en question, parfois pour des raisons basées sur la démocratie. »
Dans la lettre en second lieu ouverte adressée à Jacques Brassard, le ministre des Affaires intergouvernementales du Québec, Dion élabore davantage sur ses arguments contre l'intégralité du territoire québécois en mettant l'emphase sur la contradiction qui voudrait que le Canada serait divisible, mais pas le Québec. Deuxièmement, Dion affirme qu'une déclaration d'indépendance unilatérale qui ne serait pas reconnue par le gouvernement du Canada serait difficilement acceptable sur la scène internationale ou même par une forte minorité de citoyens.
Dans sa troisième lettre ouverte adressée à Lucien Bouchard, Dion critique le premier ministre du Québec qui accepte quelques aspects du jugement de la Cour suprême du Canada sur la sécession (telle que l'obligation politique pour le gouvernement du Canada de négocier la sécession après une expression de volonté claire du peuple du Québec) et non certaines autres (telles que le besoin de majorité absolue sur une question claire et l'inconstitutionnalité d'une déclaration d'indépendance unilatérale). À la suite de ce jugement, Dion y va de trois affirmations : le gouvernement fédéral a un rôle dans le choix de la question et dans la détermination du niveau d'appui requis lors du référendum; la sécession peut seulement être réalisée par la négociation et non par « une déclaration d'indépendance unilatérale »; et les termes de la négociation ne pourraient pas être décidés seulement par le gouvernement du Québec.
Dans les trois lettres ouvertes, Dion maintient que le gouvernement du Canada négocierait la sécession de la province de Québec si une majorité absolue de Québécois exprimait leur volonté pour la faire à la suite d'une question claire et non ambiguë. Cette position est devenue la pierre angulaire de la Loi sur la clarté.

#### Ses vues sur le fédéralisme et l'unité nationale
Dion est en désaccord avec plusieurs de ses contemporains sur la nécessité d'apporter des changements constitutionnels afin de satisfaire les demandes des nationalistes du Québec. Défenseur de l'accord du lac Meech, Dion conteste la concentration politique sur la division des pouvoirs entre le gouvernement fédéral et les provinces. Au lieu de cela, Dion discute cela :

« J'ai soutenu que c'est l'identité, et non le partage des pouvoirs, qui est à la source de notre problème d'unité. Les Québécois francophones veulent avoir l'assurance que leur langue et leur culture peuvent s'épanouir avec l'appui des autres Canadiens. Ils veulent sentir que cette langue et cette culture sont considérées par les autres Canadiens comme un apport important, et non comme un embarras. Ils veulent l'assurance qu'ils peuvent être à la fois Québécois et Canadiens, et qu'ils n'ont pas à choisir entre le Québec et le Canada. »

Dion a été souvent décrit[Qui ?] comme un centralisateur, à l'instar de Pierre Elliott Trudeau, en raison de ses prises de positions en faveur d’un fédéralisme canadien fort, en particulier dans ses « lettres ouvertes » à l'ancien premier ministre du Québec Lucien Bouchard. Pourtant, sa position sur le fédéralisme est bien plus nuancée.
La position de Dion sur les droits des provinces est non seulement le résultat de son respect pour la constitution du Canada, mais elle vise également à éviter « le piège de la décision commune » qui fait que la capacité d'un gouvernement d'agir est limitée par le besoin d'approbation des autres gouvernements constitutifs.

#### Controverse sur Facebook
En novembre 2009, la femme de Stéphane Dion, Janine Krieber, fait une critique virulente du Parti libéral et de son chef Michael Ignatieff sur le site de réseautage social Facebook. Elle affirme que le Parti libéral est en pleine déconfiture et qu'il sera puni par l'histoire pour avoir refusé la coalition de décembre 2008. Ses propos feront rapidement le tour du parti. Persuadée par des proches de son conjoint, elle retirera le texte dans la journée du 21 novembre, ce qui n'a pas empêché La Presse canadienne d'en avoir une copie qui fera l'actualité de plusieurs médias canadiens,,.

#### Controverse sur la vente d'armes
Les documents secrets récemment[Quand ?] dévoilés montrent comment le ministre des Affaires étrangères a donné le feu vert pour vendre des véhicules de combat à l'Arabie saoudite, ce qui conteste les affirmations du gouvernement libéral selon lesquelles ils étaient liés au contrat de 15 milliards de dollars obtenus par leurs prédécesseurs conservateurs.[réf. nécessaire]
Le mémo d'Affaires mondiales Canada, portant la mention «secret», a été rendu public mardi par le ministère de la Justice dans le cadre d'une poursuite intentée par un professeur de droit de l'Université de Montréal. Daniel Turp allègue qu'un arrangement visant à vendre des véhicules blindés légers à l'Arabie saoudite, qui est notoirement pauvre en matière de droits de la personne et soupçonné d'utiliser des VBL fabriqués au Canada dans sa guerre par procuration contre les rebelles soutenus par l'Iran au Yémen, est illégal et conteste l'affaire devant la Cour fédérale.[réf. nécessaire]
Le régime de contrôle des exportations du Canada indique clairement qu'une transaction ne peut avoir lieu qu'après qu'Ottawa a délivré des permis d'exportation. Beaucoup pensaient que le gouvernement conservateur avait déjà donné son feu vert à la transaction, une justification que les libéraux ont utilisée pour défendre l'entente auprès des critiques. En février, M. Dion a répondu à des questions au sujet de l'entente au Sénat, en s'éloignant lui-même du gouvernement en disant que c'était un fait accompli orchestré par les conservateurs. "Le gouvernement n'approuve pas ce contrat", a-t-il déclaré. "Le gouvernement refuse tout simplement de résilier un contrat qui a déjà été approuvé par le gouvernement précédent ... C'est une différence importante." Mais il se trouve que les conservateurs n'avaient approuvé que des permis mineurs pour l'exportation de données techniques, laissant à M. Dion l'approbation de la majeure partie de la transaction, soit plus de 70%. Voici ce que le mémo dit au sujet du processus pour décider d'approuver ou de désapprouver les permis.[réf. nécessaire]
Un rapport du panel des Nations Unies a déclaré la semaine dernière que la campagne militaire dirigée par les Saoudiens est en train de tuer des civils sans discrimination, menant des bombardements "généralisés et systématiques" sur les non-combattants. Le rapport a attribué 60% des morts et blessés civils dans le conflit du Yémen aux armes explosives lancées par air et a déclaré que le "ciblage des civils est une violation grave des principes de distinction, de proportionnalité et de précaution" et viole le droit international.[réf. nécessaire]